# Uta Felgner
Uta Felgner (* 14. August 1951 in Weißenfels) ist eine deutsche Managerin und ehemalige Agentin der DDR-Staatssicherheit.

## Tätigkeit für die Staatssicherheit
Uta Felgner wurde nach ihren eigenen Angaben als einzige Tochter einer Holocaust-Überlebenden in Sachsen-Anhalt geboren. Die gelernte Krankenschwester und spätere Kosmetikerin lebte ab 1973 in Ost-Berlin, wo sie unter anderem als Verkäuferin arbeitete. Aus eigenem Antrieb und materiellem Interesse bot sie sich 1980 der Staatssicherheit als Informantin an. Unter dem Decknamen Schmidt verschaffte sie mit frauenspezifischen Methoden Informationen über westliche Geschäftsleute und DDR-Funktionäre für den ostdeutschen Geheimdienst. Ihren Geliebten Günter Asbeck, damals Generaldirektor der Außenhandelsfirma Asimex, die die DDR-Führung versorgte, verriet sie nach dessen Flucht in den Westen. Ihr eigener Versuch, im Westen eingesetzt zu werden, wurde von der Staatssicherheit abgelehnt. Ein Fluchtversuch endete 1987 im Gefängnis. Als Mitwisser wurde ihr damaliger Geliebter aus West-Berlin, Hans Schulze, festgenommen und war über ein Jahr im Stasigefängnis Hohenschönhausen inhaftiert.
In Presseberichten wurde vermutet, eine von Felgner gegenüber einem früheren Geliebten behauptete Verwandtschaft mit Hilde Benjamin habe zum vergleichsweise milden Urteil beigetragen. Im Frühjahr 1988 wurde bereits erneut ein Führungsoffizier für die IM-Tätigkeit zugewiesen.

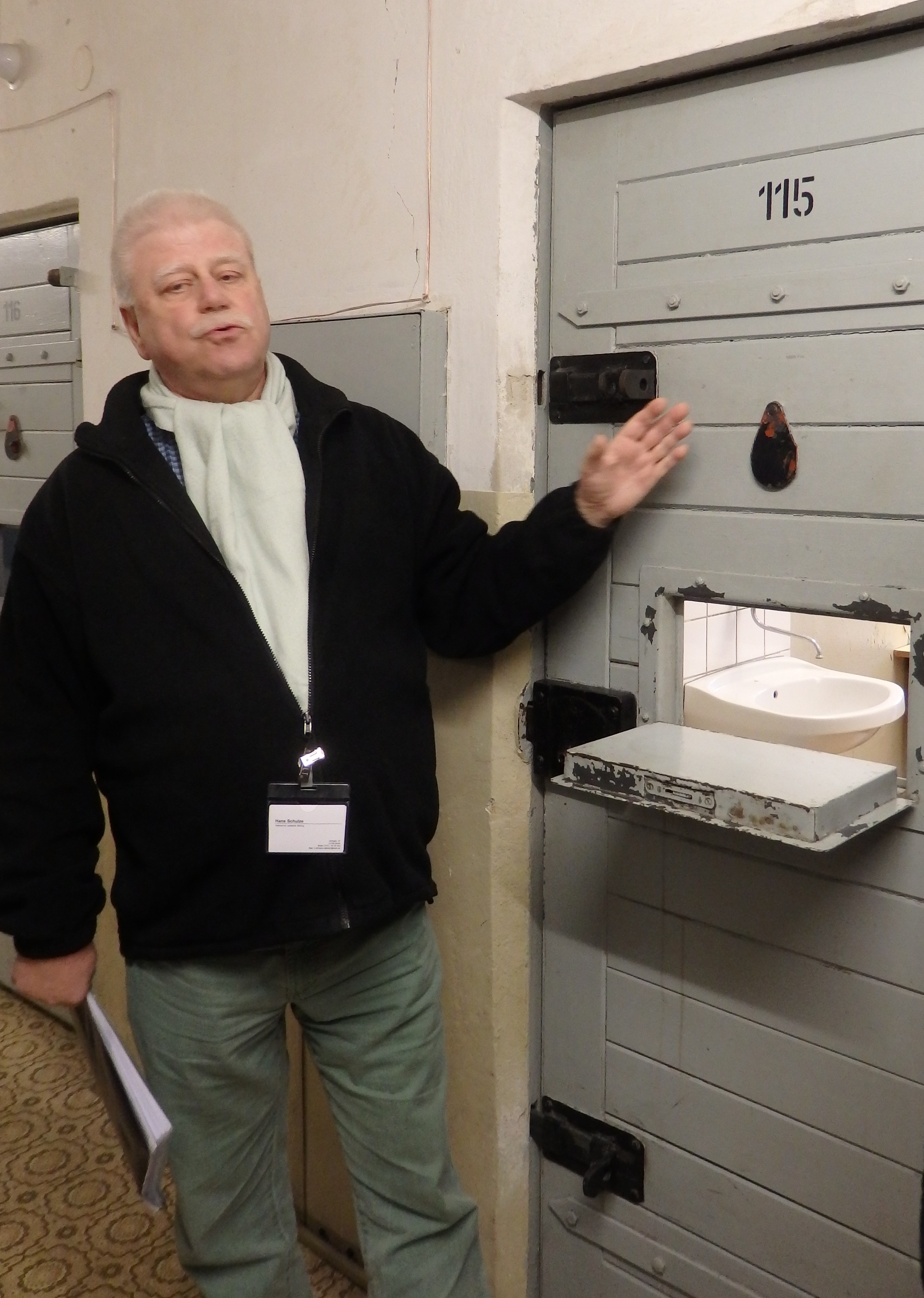
Hans Schulze am 4. Februar 2017 bei einer Führung vor einer Zelle (seine Zelle war Zelle 113)

## Karriere nach dem Mauerfall
Nach dem Fall der Berliner Mauer behauptete sie, in der DDR das Abitur abgelegt und nach der Wende an der Freien Universität Betriebswirtschaftslehre studiert zu haben. Beide Abschlüsse stellten sich laut Presseberichten als erfunden heraus. 1993 wurde Uta Felgner Geschäftsführerin und später Inhaberin eines Autohauses in Berlin. Nach dessen Konkurs wurde sie überraschend zur Chefin des renommierten Schlosshotels im Grunewald. Hier hatte sie medienwirksame Auftritte als Gastgeberin der deutschen Nationalmannschaft unter Jürgen Klinsmann während der Fußball-Weltmeisterschaft 2006. Zeitweise gehörte sie dem Beirat der Investitionsbank Berlin an. Bereits 2005 hatte sie mit einer Beschwerde über Klaus-Joachim Gebauer die Aufklärung der VW-Korruptionsaffäre ins Rollen gebracht. Im Sommer 2007 übernahm Felgner die Leitung des Hamburger Luxushotels Grand Elysée. Ein Jahr später übernahm sie die Rolle der Hotelretterin in einer Doku-Soap des NDR.
Im Spätherbst 2009 wurde die Stasitätigkeit Felgners von Journalisten der Berliner Morgenpost aufgedeckt und veröffentlicht. Uta Felgner, die fünfmal geschieden ist, lebt mit einem Lebensgefährten in der Schweiz.